# بولشایا لابا
بولشایا لابا (انگلیسی: Bolshaya Laba) یک رودخانه در استان قره‌چای و چرکس کشور روسیه است.